# Emma Zunz
Emma Zunz es un cuento escrito por el escritor argentino Jorge Luis Borges. Se publicó por primera vez en 1948, en la revista Sur, y un año más tarde se incluyó en el libro de relatos cortos El Aleph.

## Trama
La historia se sitúa a comienzos del año 1922. Emma Zunz, trabajadora de una fábrica de tejidos, recibe una carta proveniente de Brasil en la que se le comunica la muerte por sobredosis de barbitúricos de su padre. El padre había huido de su país debido a que años atrás, trabajando como contable en la misma fábrica que Emma, fue declarado sospechoso de un desfalco. Tras la resolución judicial del caso, el entonces director financiero, Aarón Loewenthal, pasó a ser copropietario de la compañía. Emma culpa a Löwenthal de ser el causante indirecto del suicidio de su padre.
La noche de la noticia, Emma la pasa en vela concretando los detalles del plan. Deja transcurrir el día siguiente, en que se cita con sus amigas y finge normalidad, que en ella es rehuir la sola idea de relacionarse con hombres. Es dos días después cuando empieza a actuar: tras destruir la carta, único indicio que podría convertirla en sospechosa, llama por teléfono a Loewenthal para decirle que tiene información sobre la huelga que se está preparando entre la plantilla y que esa misma noche, aprovechando la oscuridad y que las instalaciones estarán desiertas, se pasará por el despacho para desvelársela. 
Una vez concertada la entrevista, el siguiente paso es dejar en su cuerpo rastros de contacto sexual, y para ello merodea por los tugurios del puerto haciéndose pasar por prostituta; busca un marinero vulgar, que tenga que zarpar pronto y que no conozca el idioma:

«De uno, muy joven, temió que le inspirara alguna ternura y optó por otro, quizá más bajo que ella y grosero, para que la pureza del horror no fuera mitigada (…). El hombre, sueco o finlandés, no hablaba español; fue una herramienta para Emma como esta lo fue para él, pero ella sirvió para el goce y él para la justicia.»

Mientras Emma consuma este acto de aparente sexo mercenario, no puede dejar de pensar en que «su padre le había hecho a su madre la cosa horrible que a ella ahora le hacían»...
Tras asearse apresuradamente, toma un autobús y se dirige a la fábrica. Una vez allí, franquea la verja que el dueño ha dejado entornada y sortea al perro, que ahora está atado. Desde la ventana del piso superior donde reside, Loewenthal sigue atentamente la escena: está impaciente por escuchar el «informe confidencial» de «la obrera Zunz». 
Durante la entrevista, fingiendo nerviosismo mientras revela los nombres de algunas compañeras, la supuesta delatora pide un vaso de agua. Loewenthal se ausenta unos segundos y Emma aprovecha para buscar en los cajones el famoso revólver del que todo el mundo en la fábrica ha oído hablar. Le encuentra y, cuando el patrón vuelve al despacho, le dispara por dos veces y le mata. 
Solo dos personas saben lo que ha sucedido, y una de ellas está muerta. Ante la policía, Emma Zunz declarará sin titubeos la versión que tantas veces había ensayado: «El señor Loewenthal me hizo venir con el pretexto de la huelga… Abusó de mí, lo maté…». La línea narrativa interna se cierra aquí; sin embargo, la credibilidad de la historia de la protagonista, y la del relato en sí mismo, queda en entredicho en el párrafo final, que cuestiona «las circunstancias, la hora y uno o dos nombres propios».

## Análisis

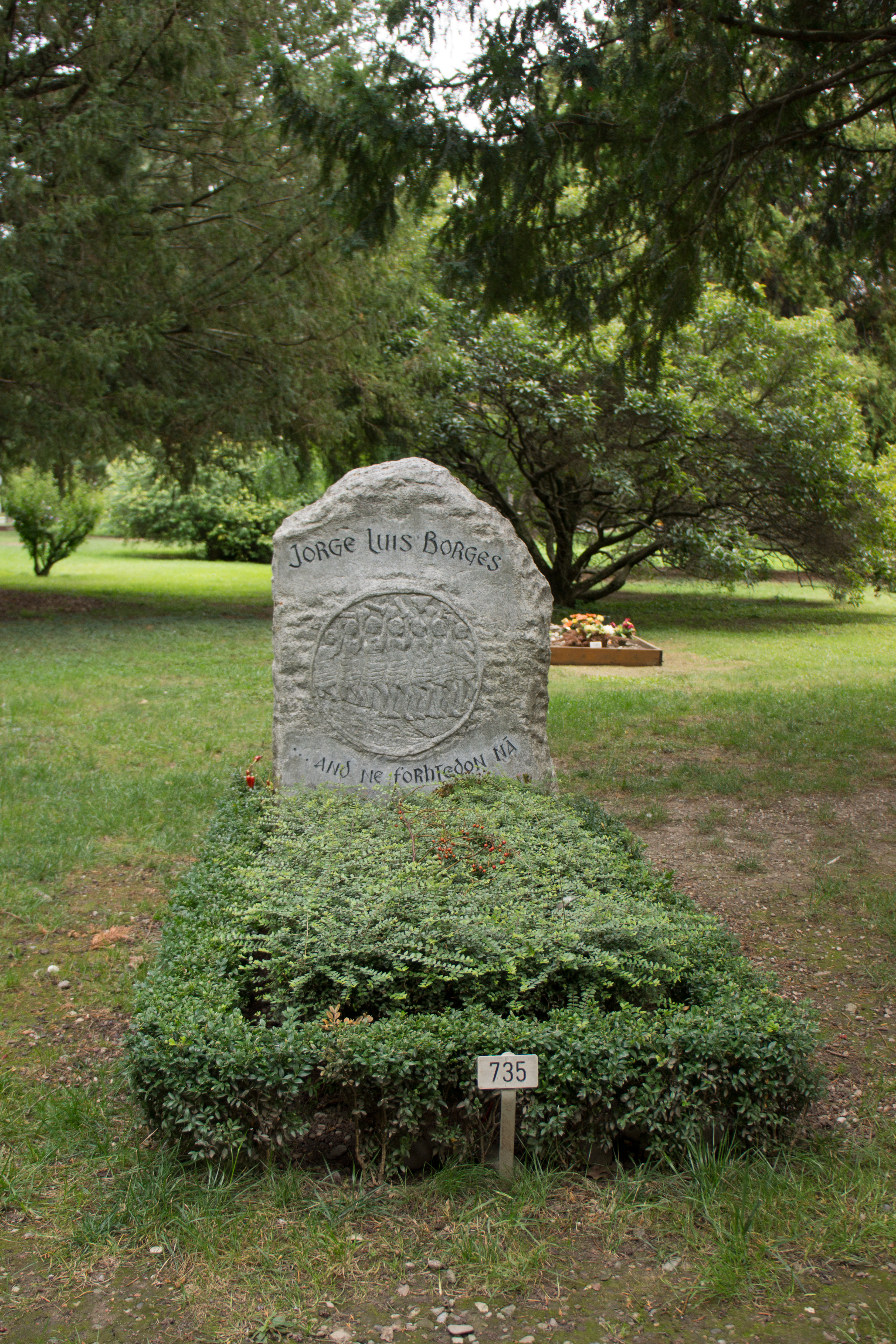
Tumba de Jorge Luis Borges en el Cementerio de los Reyes, en Ginebra (Suiza).

Tanto la idea que inspiró el cuento como el impulso para llevarle adelante se los dio a Borges la que entonces era su novia, Cecilia Ingenieros. Paradójicamente, el escritor siempre se mantuvo distante respecto al resultado final: en el epílogo de El aleph, él mismo tacha su ejecución de «temerosa»; de hecho, según cuenta Adolfo Bioy Casares en sus diarios, llegó a confesar: «Si todas mis obras desaparecieran y solo quedara Emma Zunz, nada mío habría quedado».
En Emma Zunz el autor argentino se aleja significativamente de los temas y de la estructura narrativa habituales en él: «el mundo de las orillas, los cuentos de compadritos, de duelos, (...) la biblioteca infinita, el laberinto, la cábala» o el lunfardo, para adentrarse en una forma de contar más directa, aparentemente más ajustada a los cánones convencionales del cuento policíaco.

### Punto de vista
En el tono general del relato, el punto de vista adoptado es el de un narrador omnisciente que, desde su posición de observador neutro, conoce tanto la interioridad de los personajes como los acontecimientos externos, de los que detalla fecha y hora, aunque a veces duda: «Quizá rehuía la profana incredulidad; quizá creía que el secreto era un vínculo entre ella y el ausente»; «Acaso en el infame Paseo de Julio se vio multiplicada en espejos». Desde el punto de vista de la escritura, las formas verbales utilizadas corresponden a las de la tercera persona del singular. 
Sin embargo, en algún pasaje, de manera un tanto inesperada para el lector, este narrador parece involucrarse en los hechos y pasa a utilizar la primera persona gramatical. Su actitud en estos casos vuelve a ser de cierta inseguridad y vacila entre el yo explícito («yo tengo para mí que pensó una vez») y el nosotros («nos consta que esa tarde fue al puerto»).
Según Edna Aizenberg, reconocida hispanista especialista en estudios borgianos, el personaje de Emma Zunz apenas podría ser comprendido sin recurrir al lenguaje del misticismo judío.

### Sistema onomástico
A juzgar por el sistema onomástico escogido por el autor, casi todos los personajes de Emma Zunz pertenecen de alguna manera a la comunidad germanojudía inmigrante en Argentina; a este patrón responden los apellidos del trío protagonista, las amigas de Emma (las hermanas Kronfuss), el socio de su jefe (Tarbuch) y su esposa, ya fallecida (Gauss), e incluso la identidad falsa del padre (Maier), que significa «aquel del que emana la luz» (the one who radiates light).
Por su parte, los nombres parecen tener más bien resonancias religiosas:
- Aarón, el nombre de pila de Loewenthal, es de origen incierto: en el Antiguo Testamento era hermano de Moisés, y en su etimología hebrea puede significar «poderosa montaña» (mountain of strength) o cultivado (enlightened), y puede aludir al primer sacerdote hebreo, investido por Dios en el desierto. Sin embargo, como señala la doctora de Literatura Latinoamericana María T. Aedo Fuentes, las connotaciones positivas del nombre no encajan con la personalidad del personaje, «un hombre poseído por la pasión del dinero, hipócrita, que vive una falsa religiosidad reducida a oraciones y devociones sin ningún compromiso espiritual ni ético».[9]
- Emma, el de la protagonista, es un nombre germánico, cuyo valor semántico es «fuerza»; pero es también el diminutivo femenino de Emmanuel, lo que concordaría con el carácter de instrumento de la justicia divina que Emma se atribuye.
- Emanuel, el de su padre, es uno de los nombres de Cristo, y significa «Dios con nosotros».

Para Aedo, este sistema en conjunto obedece a la intención del escritor de trazar un complejo entramado de semejanzas y oposiciones, un juego de máscaras y duplicidades.

## Versiones fílmicas
Sobre este cuento se han realizado varias películas:
- Emma Zunz (1993) (España), dirigida para televisión por Jacquot Benoit.
- Emma Zunz (1985) (México), cortometraje dirigido por Giangiacomo Tabet.
- Emma Zunz (1984) (Holanda), dirigida por Peter Delpeut.
- Emma Zunz (1979) (Canadá), cortometraje de 20 minutos dirigido por Isabel Beveridge.
- Emma Zunz (1966) (España), dirigida por Jesús Martínez León.
- Días de odio (1954) (Argentina),  dirigida por Leopoldo Torre Nilsson.